# Площадь Революции (Красноярск)
Пло́щадь Револю́ции — парадная площадь Красноярска, находится в Центральном районе города.

## План застройки города 1828 года
В середине 1820-х годов в архитектурном бюро под началом архитектора Вильяма Гесте был разработан перспективный генеральный план города Красноярска. План застройки города был утверждён императором Николаем I 2 ноября 1828 года.
Красноярск интенсивно рос в западном направлении и вместе с городом к западу, по оси главной улицы, переместился общегородской центр. В районе прежней западной границы Красноярска образовалась главная городская площадь.
По проекту Гесте периметр площади должен был застраиваться зданиями административного и торгово-хозяйственного назначения, в центре площади намечалось строительство доминирующего над общегородской застройкой главного городского собора.

## История

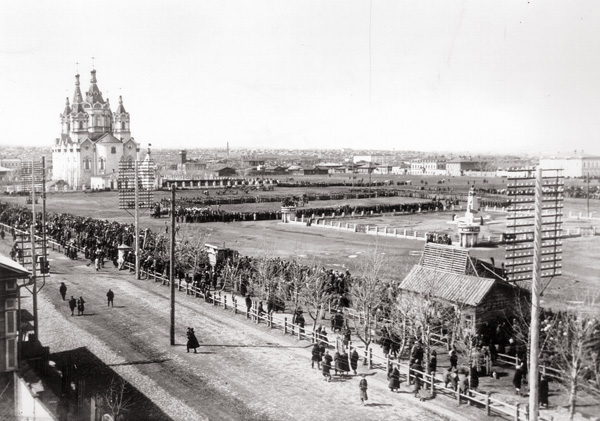
Вид на Собор и площадь

В 1828 году на окраине города, на месте дачи первого губернатора Енисейской губернии А. П. Степанова был разбит городской сад.
15 июля 1845 года севернее городского сада началось строительство Богородице-Рождественского собора. Храм был освящён в сентябре 1861 года. Между городским садом и собором образовалась обширная площадь, которая стала называться Новособорной (Новобазарной).
Общественный центр Красноярска переместился со Старобазарной площади на новую площадь, по периметру которой начали строить свои дома и магазины известные в городе купцы, золотопромышленники и меценаты.
В 1863 году на западной границе площади было отведено место для строительства Архиерейского дома. На юго-западе от площади было отведено место для домов служителей Богородице-Рождественского кафедрального собора. В 1864 году Татьяна Ивановна Щеголева на северной границе площади пожертвовала два дома для соборного причта. В 1865 году началось строительство Архиерейского дома с временной церковью и дома ключаря собора. 23 марта 1865 года Святейший Синод своим указом разрешил приобрести дом для духовенства на северо-западной границе площади.
Строительство торговых рядов на Новособорной площади началось ещё в 1837 году на средства местных и приезжих купцов. Позднее были построены каменные гостиные ряды, а в 1907 — 1908 годах на площади, архитектором Р. С. Поповым, было построено каменное здание торгового пассажа. С 1908 по 1917 год в пассаже размещалась торговля железом и чугуном товарищества «Братья Бревновы»; на втором этаже находился городской общественный банк. В 1915 году здесь велась торговля товариществом «И. Г. Фролов и Т. Г. Рябчуков». В 1920 году в пассаж переехала биржа труда, затем пожарная часть. На втором этаже располагалась поликлиника краевого управления милиции. В 1960-е годы здание пассажа снесли.
На Новособорной площади ежедневно (кроме четверга и пятницы) проводились базары, в праздники строили карусели и праздничные балаганы. На площади располагалось деревянное здание цирка. 25 августа 1912 года на площади прошел праздник, посвященный 100-летию со дня Бородинской битвы.

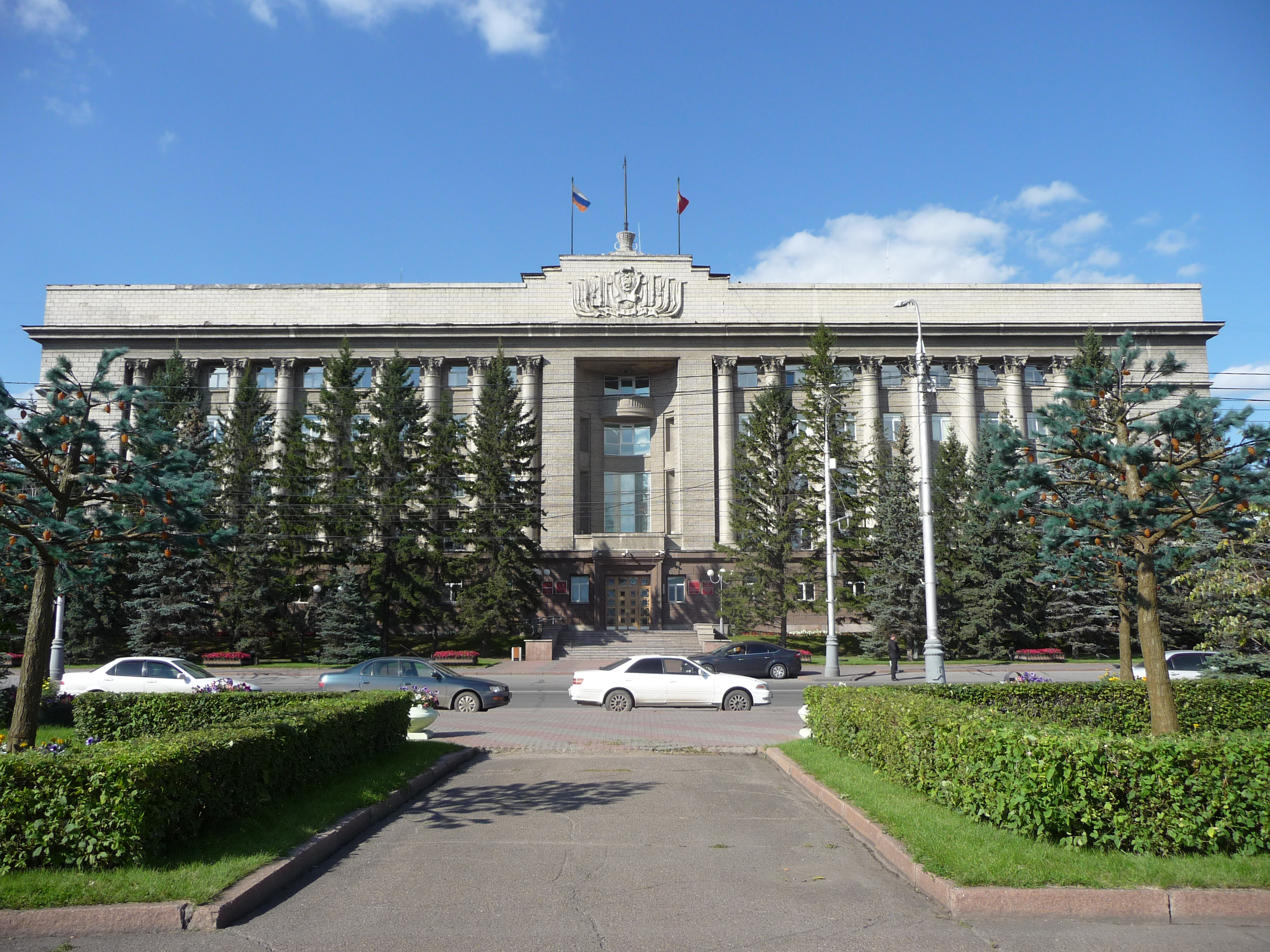
Здание администрации Красноярского края (Дом Советов)

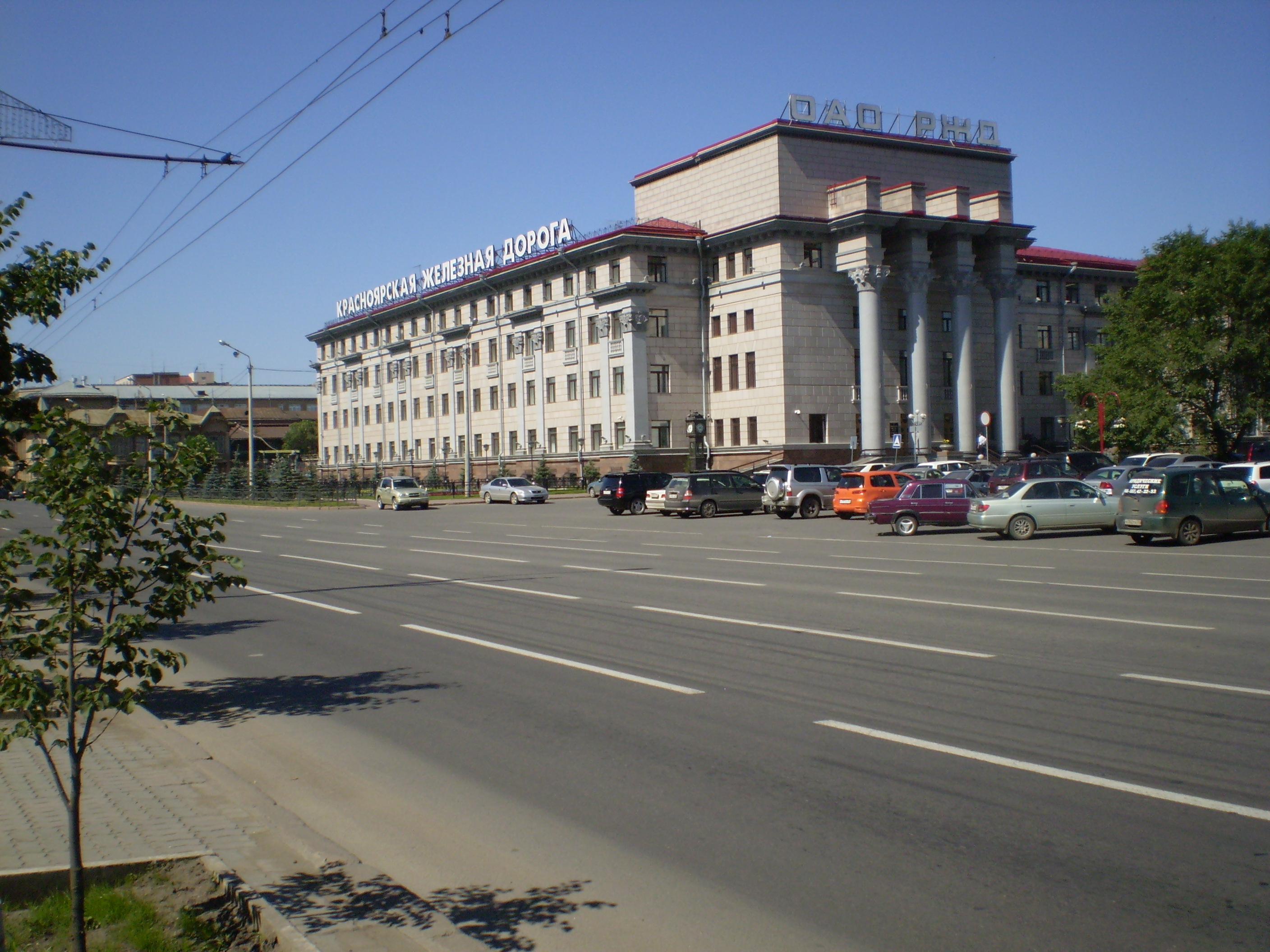
Здание Управления Красноярской железной дороги

Во время революций митинги проходили на Новобазарной площади; 1 мая 1921 года на митинге было принято решение переименовать Новособорную (Новобазарную) площадь в площадь Революции.
15 июня 1932 года на площади состоялся первый колхозный базар.
12 июля 1936 года был взорван Красноярский Богородице-Рождественский кафедральный собор.
В советские времена на площади проводились демонстрации и парады.

## Границы площади
В начале XX-ого века чётких границ площадь не имела, часть участков предполагалась к застройке, но не была застроена. По плану Красноярска 1906 года, с севера площадь была ограничена собором, с юга — городским садом, с запада находился Архиерейский переулок(с 1922 года улица Горького), за ним — Батальонный переулок (ныне улица Декабристов), с востока — Садовый переулок (ныне ул. Дзержинского), за ним Падалкин переулок (ныне ул. Диктатуры пролетариата).
Современная площадь имеет меньшие размеры, застроены все участки, бывшие свободными в начале XX века.

## Современная архитектура
В 1936 году профессору А. Д. Крячкову поручили разработать проект здания Дома Советов, которое предполагалось построить на месте Богородице-Рождественского собора. Вокруг Дома Советов должен был располагаться сквер. Проект Красноярского Дома Советов и другие проекты А. Д. Крячкова получили диплом Гран-при и Золотую медаль на Всемирной выставке искусства и техники в Париже в 1937 году.

Памятник Ленину

Проект Дома Советов А. Д. Крячкова был осуществлён в 1956 году в изменённом виде. По периметру площади были построены здания: совнархоза, управления Красноярской железной дороги и Аэрофлота, Центра научно-технической информации и краевой библиотеки. Архитектурный ансамбль площади Революции сформировал центр города.
К 100-летию со дня рождения В. И. Ленина на площади был установлен памятник Ленину.